# 岚皋县
岚皋县是中国陕西省安康市所辖的一个县。区域总面积为1851平方公里，人口約13.5万人。
民國六年（ 西元一九一七年），磚坪縣更名嵐皋縣
1949年后，历属安康分区、安康专区。1958年12月，并入安康县。1961年，恢复设置，后属安康地区。2000年，安康地区撤地建市，为其辖县。

## 行政区划
岚皋县下辖12个镇：
城关镇、佐龙镇、南宫山镇、滔河镇、官元镇、石门镇、民主镇、大道河镇、堰门镇、蔺河镇、四季镇和孟石岭镇。

## 人口民族
2020年末，安康市第七次全国人口普查主要数据公报显示：岚皋县常住人口为135006人，男性人口占比53.55%，女性人口占比46.45%，年龄结构中0-14岁占比17.29%，15-59岁占比58.95%，60岁以上占比23.76%，65岁以上占比17.07%。